# Terre à Terre
Das Terre à terre (von frz. „terre“ = Boden-zu-Boden) ist ein Begriff aus der klassischen Reitkunst, es zählt zu den Schulen bei der Erde (im Unterschied zu den Schulen über der Erde). Zu diesen zählen Seitengänge, Piaffe, Passage, Galopppirouette, Galoppwechsel und Mezair.
Das Terre à terre stellt eine Veredlung der Grundgangart Galopp dar. Seine ausdrucksvolle erhobene Phase ist (mit Mezair, Courbette und Carrière) die einzige Darstellungsform von galoppierenden Pferden in der bildenden Kunst bis zur Erfindung der Photographie.
Terre à terre nennt man einen kurzen, hocherhobenen Schaukelgalopp im Zwei- oder im leicht versetzten Viertakt. Beide Vorderhufe werden erhoben und etwas versetzt voreinander wieder abgesetzt, dann springen beide Hinterbeine auf gleiche Weise nach. Es resultiert nur wenig oder gar kein Raumgewinn.
Wegen des versetzten Aufsetzens der Hufe gibt es ein Links-Terre à terre und ein Rechts-Terre à terre, das jeweils namengebende Vorderbein setzt vor das andere.
Springen die Beinpaare exakt nebeneinander, spricht man von Mezair, ein besonders erhaben gesprungenes Mezair nennt man Courbette.